# Јаков Иљич Френкел
Јаков Иљич Френкел (1894 — 1952), био је совјетски теоријски физичар. Аутор је многих радова из различитих области физике, из молекуларне теорије течности и чврстих тела (кристала), полупроводника, диелектрика, примене квантне и статистичке механике, нуклеарне физике и геофизике. Написао је велики број монографија и уџбеника из многих области теоријске физике.